# Sesto Vettuleno Civica Pompeiano
Sesto Vettuleno Civica Pompeiano (in latino Sextus Vettulenus Civica Pompeianus; fl. II secolo) è stato un politico romano.

## Biografia
Sesto Vettuleno Civica Pompeiano era figlio di Sesto Vettuleno Civica Ceriale, console nel 106, e quindi fratellastro meggiore di Marco Vettuleno Civica Barbaro, figlio dello stesso padre e di Plauzia e console nel 157. Diventò console nel 136 insieme a Lucio Ceionio Commodo, figlio della matrigna Plauzia avuto da un altro matrimonio, che durante quello stesso anno venne adottato dall'imperatore Adriano, cambiando il proprio nome in Lucio Elio Cesare.